# Mariampol (Bydgoszcz)
Mariampol – osiedle w Bydgoszczy leżące w Dzielnicy Wschodniej, stanowiące część tzw. Nowego Fordonu. Sąsiaduje z osiedlami: Zofin i Niepodległości. Jest wysuniętą najdalej na północ częścią Fordonu.
Osiedle w większości stanowią bloki wielorodzinne.

## Historia
Wieś Mariampol (niem. Marienfelde) na początku XX wieku zamieszkiwało około 400 mieszkańców. Do Bydgoszczy została przyłączona w 1977 r.
W 2018 nieopodal dawnej pętli autobusowej Mariampol, między ul. Wyzwolenia a stadniną koni i w pobliżu przystanku tramwajowego Łoskoń powstała trasa spacerowa o długości 1 km, przypominająca historię czterech dawnych wsi, które istniały przed przyłączeniem tych terenów do Bydgoszczy: Mariampola, Zofina, Pałcza i Łoskonia. Atrakcja powstała w ramach Bydgoskiego Budżetu Obywatelskiego.

## Ważniejsze obiekty
- pętla autobusowa Mariampol (nieistniejąca)
- zajezdnia Łoskoń
- pętla tramwajowa Łoskoń
- Oczyszczalnia ścieków Fordon (na wschodnim krańcu osiedla)

## Komunikacja
Przez osiedle przebiega droga wojewódzka nr 256.